# Pablo Ruiz
Pablo Maximiliano Miguel Coronel Vidoz, mais conhecido como Pablo Ruiz (ex-Pablito Ruiz) (Buenos Aires, Argentina; 4 de maio de 1975) é um cantor e ator argentino. Começou sua carreira musical em 1985, aos 10 anos, como cantor mirim, sob o nome artístico Pablito Ruiz, o qual foi alterado para Pablo Ruiz após tornar-se adulto. 

## Discografia
Álbuns
- Pablo Ruiz (1985)
- Un Ángel (1988)
- Océano (1989)
- Espejos Azules (1990)
- Irresistible (1992)
- 60/90 (1994)
- Aire (1997)
- Was It Something That I Didn't Say? (1999)
- Jamás (2001)
- Necesito Tus Besos (2003)
- Demasiado Tarde (2005)
- Renacer (2009)